# 김기두 (조선)
김기두(金箕斗, ? ~ ?)는 조선 고종 때의 기계 제작가이다. 대원군의 명으로 강윤과 함께 군용품으로 면제 배갑·포군의 철모·학우 조비선·목탄 증기갑함·수뢰포 등의 군기를 제조하였다. 1880년, 김홍집의 수행원이 되어 일본에 다녀왔다. 후에 그의 조카인 김재우도 구리와 피혁 다루는 법을 배우기 위해 일본에 파견되었다.